# Emma Bovary
Emma Bovary és un personatge del llibre Madame Bovary que experimenta una evolució al llarg de la novel·la; passa per diferents etapes, des que viu amb el seu pare fins que es casa amb en Charles i, finalment, mor. La novel·la ens explica molt detalladament els sentiments que experimenta durant els períodes de la seva vida.

## Argument
La història comença sent Emma una jove, filla de Rouault (malalt de Charles Bovary), i òrfena de mare. Viu en Les Bertaux amb el seu pare, granger, en una casa en el camp. Emma era una jove amb una cabellera llarga i negra molt llisa. Normalment el duia recollit, de tal manera que els seus cabells semblaven dos bàndols negres que se separaven per una ratlla fina que s'enfonsava lleugerament seguint la corba del crani, deixant veure tot just el lòbul de l'orella, aquests anaven a recollir-se darrere en monyo abundant, amb un moviment ondat cap a les temples. Tenia uns ulls que eren el més bonic d'ella. De color castany, però semblaven negres a causa de les pestanyes, i la seva mirada franca atreia amb una audàcia cándida. Els seus pòmuls eren rosats, els seus llavis eren carnosos i tenia el costum de mossegar-se'ls en els seus moments de silenci. La seva veu era aguda i clara. Era una jove amb les ungles blanques, brillants, fines en la punta, en forma d'ametlla. Les seves mans no eren boniques, eren seques en les falanges, massa llargues i sense suaus inflexions de línies en els contorns.
Pateix marejos que es manifesten al llarg de tota la novel·la. Emma passa de soltera i jove a casada, a primera vista feliç però poc després s'adona que això no és el que havia somiat. El sentiment que tenia al principi de la novel·la per Charles, va empitjorant. De vegades el culpa de ser el causant de la seva infelicitat i de la seva frustració. En dues ocasions manté relacions sentimentals fora del seu matrimoni.
Va ser educada en un convent amb les Ursulines. La seva educació era acurada; sabia dansa, geografia, dibuix, brodar i tocar el piano. El que també condicionarà la seva personalitat, a la llarga, serà la lectura de novel·les romàntiques, d'heroïnes, etc. Fruit d'una educació romàntica, plena de somnis no complerts i fantasies, en un ambient en el qual els protagonistes no es veuen com realment són, sinó com voldrien ser, Emma Bovary s'enfronta amb la frustració de les seves esperances i il·lusions.
Passava d'estar contenta a deprimida en un interval de temps molt curt, tenia palpitacions, uns dies parlava amb gran fluïdesa, i seguidament li succeïen unes depressions en les que es quedava sense parlar, sense moure's. El que la curava realment era canviar d'aires, ja que sortia de la seva rutina.
El fet que en Charles no s'adonés dels seus adulteris ni dels seus suplicis i que pensés que ella era feliç, feia que l'Emma es frustrés encara més. Per aquestes raons, entre d'altres, descarregava sobre seu tot l'odi pertanyent als seus avorriments.
Emma sent una gran fascinació per la gent noble que viatge i ha tingut experiències directes en comptes de les experiències que té ella a través de les lectures.
Ella s'avorreix d'estar tant temps amb el mateix home i de no fer res. Charles és bastant simple, i no tenen molta connexió. A més a més a Yonville no hi ha gaire entreteniment. Tot això provoca que Emma vulgui escapar de la seva rutina i per aquesta raó comença a tenir amants.
Una de les principals mentides que diu al seu marit, és sobre les classes de piano amb la senyora Lempereur. Emma fa creure a en Charles que cada dijous va a Rouen a fer classes de piano i el que realment fa és trobar-se amb en Léon.
Emma també oculta al seu marit els objectes que compra a Lheureux i això li atrau diversos problemes.
Al principi de l'obra, Emma es considera una persona somiadora i amb ideals, però a mesura que transcorre la seva vida, no tarda a adonar-se que res és perfecte, que a la vida hi ha moments de sofriment i que tot té un preu. Ella creu que podrà portar una vida de princesa i amb un home ric, però després descobreix que ni el seu marit és el que ella esperava, ni la seva vida en general. No accepta la seva vida quotidiana, i s'avorreix fins a la desesperació. El resultat és anar-se'n amb amants per calmar la seva vida.